# Una madre, una figlia
Una madre, una figlia (Lingui, les liens sacrés) è un film del 2021 scritto e diretto da Mahamat-Saleh Haroun.
È stato presentato in concorso al 74º Festival di Cannes.

## Trama
Amina vive nei sobborghi di N'Djamena, in Ciad, assieme alla sua unica figlia Maria, di 15 anni. Il loro mondo già fragile di suo crolla il giorno in cui lei scopre che sua figlia è incinta e non vuole tenere il bambino. In un Paese dove l'aborto non è condannato solo agli occhi della religione, ma anche a quelli della legge, Amina si trova quindi ad affrontare una battaglia che appare già persa in partenza.

## Promozione
La prima clip del film è stata diffusa online il 6 luglio 2021.

## Distribuzione
Il film è stato presentato in anteprima l'8 luglio 2021 alla 74ª edizione del Festival di Cannes, in concorso, per poi venire distribuito nelle sale cinematografiche francesi da Ad Vitam a partire dall'8 dicembre 2021. È stato distribuito nelle sale cinematografiche italiane da Academy Two a partire dal 14 aprile 2022.

## Riconoscimenti
- 2021 - Festival di Cannes
  - In concorso per la Palma d'oro
- 2021 - National Board of Review Award
  - Migliori film stranieri